# 宇須乃野神社

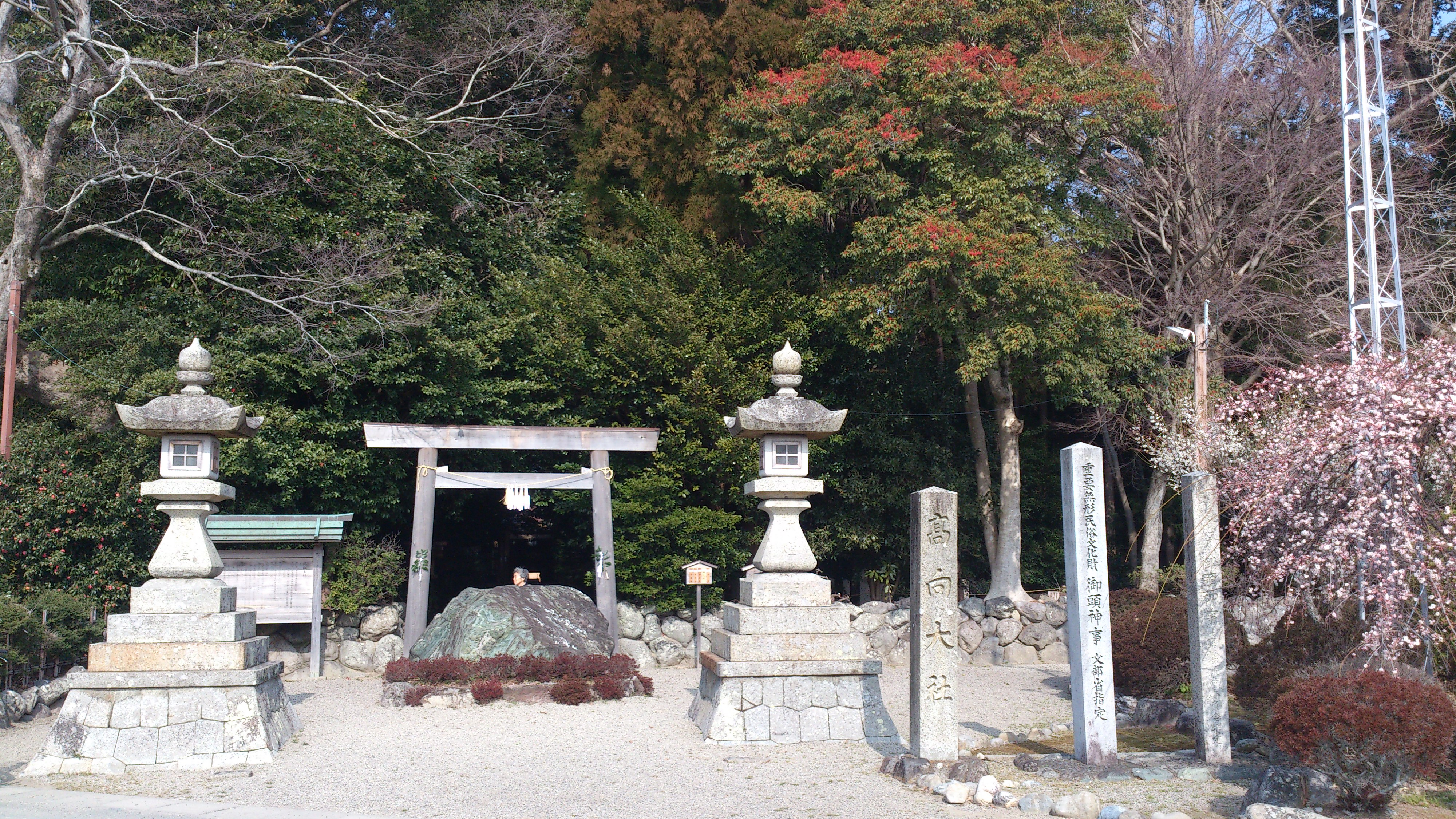
高向大社

宇須乃野神社（うすののじんじゃ）は、伊勢神宮豊受大神宮（外宮）の摂社。外宮の摂社16社のうち第14位である。本項目では、宇須乃野神社と同座する、外宮末社の県神社（あがたじんじゃ、縣神社 とも表記）についても記述する。
2社とも、山田原を構成する原野の1つである宇須野（宇須乃野）にゆかりの深い神社である。

## 概要
三重県伊勢市御薗町高向（みそのちょうたかぶく）字南世古2653に鎮座する。御薗町高向のほぼ中央、住宅街の中にある。近鉄山田線 宮町駅東口から高向の集落に向かって進むと2つの森が現れ、左側にあるのが高向大社、右側にあるのが宇須乃野神社・県神社である。
境内を覆う大きなクスノキは宇須乃野神社を象徴する木であり、樹齢はおよそ1000年と伝えられる。
社殿は神明造の板葺で、玉垣に囲まれている。神明鳥居を有する。賽銭箱は置かれていない。境内の面積は1,101m2。

## 宇須乃野神社
社名の「宇須乃野」は鎮座地周辺の原野の名前である。
祭神は宇須乃女命（うすのめのみこと）。五穀豊穣の神である。『神名秘書』では「五穀霊神」、『伊勢度会郡高向郷高向村高向神社記』では「御神霊二座宇賀能美多麻神亦宇賀能賣神是也。」、『神名帳再考』では「一名草野姫命」とする。

## 県神社
県神社は外宮の末社8社のうち、伊我理神社に次ぐ第2位である。
祭神は縣神（あがたのかみ）。鎮座地・高向の上田（あがた）の守護神である。

## 歴史
伊勢神宮の摂社の定義より『延喜式神名帳』成立、すなわち延長5年（927年）以前に創建された。同書には現社名と同じ「宇須乃野神社」と記載されている。『止由気宮儀式帳』にも「高河原社」として記載がある ことから延暦23年（804年）以前から存在した ことになる。『伊勢度会郡高向郷高向村高向神社記』によると、理由は不明であるが数度に渡って社殿が大破し、高向大社を方角の基準として再建したという。
その後祭祀が行われなくなり、近世には社地不明となるが、寛文3年（1663年）に現社地で再興された。社殿は1911年（明治44年）3月に建て替えが行われた。1958年（昭和33年）10月にも造り替えが行われ、1982年（昭和57年）11月12日に大修繕が施された。

## 祭祀
祈年祭（2月20日）、月次祭（6月20日・12月20日）、神嘗祭（10月20日）、新嘗祭（11月26日）は、禰宜（ねぎ）・宮掌・出仕が巡回祭典の形で境内にて祭祀を執行し、歳旦祭（1月1日）、元始祭（1月3日）、建国記念祭（2月11日）、風日祈祭（5月14日・8月14日）、天長祭（12月23日）は遥祀を行う。

## 交通
宮町駅または山田上口駅を拠点として神宮125社めぐりを行う場合、宇須乃野神社へ最初に参拝する人が多い。
公共交通
- 近鉄山田線 宮町駅より徒歩で約15分[6]。
- JR参宮線 山田上口駅より徒歩で約21分（約1.7km）。
- 三重交通バス「高向北」バス停より徒歩で約5分[6]。

自家用車
- 伊勢自動車道 伊勢西ICより三重県道32号伊勢磯部線（御木本道路）・三重県道60号伊勢松阪線を経由、約11分（約5.1km）。